# TUE Série 3000 (SuperVia)
O TUE CNR-Série 3000 é um Trem unidade elétrico pertencente à frota da SuperVia, fabricados pela CNR entre os anos de 2011 e 2015. Cada composição é constituída de 4 carros com salão contínuo, formando um único salão.

## História
Em 2011 foram comprados pela SuperVia 30 TUE’s (120 carros, cada TUE é formado por 4 carros) da Série 3000. Os trens foram produzidos pela CNR, na fábrica localizada na cidade de Changchun, na China e começaram a ser entregues em 2012. Em 2014 e 2015, foram compradas mais 70 unidades (280 carros, cada TUE), que começaram a chegar entre o final de 2014 e o começo de 2016. Esta segunda aquisição foi chamada de Série 3000N.

## Especificações[1]
- Painéis eletrônicos: painéis eletrônicos de Led indicando o lado de desembarque, próxima estação e mensagens institucionais.
- Dispositivo de comunicação de emergência: sistema de emergência que permite o passageiro alertar o condutor sobre problemas que estejam acontecendo na composição.
- Acessibilidade: itens de acessibilidade, como local para pessoas em cadeira de rodas, dispositivo para aviso de fechamento das portas entre outros itens estão presentes nessa série.
- Revestimento: materiais de revestimento com resistência ao fogo, janelas e portas do salão em policarbonato e revestimento interno em policarbonato injetado.
- Intercomunicação entre os carros: conceito de Gangway, com grande abertura entre os carros.
- Bagageiros: um item importante para grandes deslocamentos é o bagageiro, que está presente nessa série a pedido dos usuários.
- Câmeras: câmeras internas e externas estão presentes, para ajudar na segurança e na condução. Estão presentes 18 câmeras por cada TUE.
- Ar condicionado: dois aparelhos por cada carro (16 por TUE), com capacidade de atingir e manter o conforto térmico para as condições climáticas da cidade do Rio de Janeiro.
- Sonorização: emissão automática de mensagens pré-gravadas integradas com os painéis eletrônicos e possibilidade de injeção de áudio externo (CCO-Composição).
- Truque: rodas e eixos em aço forjado padrão AAR ( rodas: A 38 ou A 36 ), suspensão primária por molas helicoidais, suspensão secundária por bolsas de ar e amortecedores, lubrificador de frisos de rodas por aspersão e detector de descarrilamento.
- Lixeiras:Para os passageiros poderem descartar o lixo.

## Curiosidades
- A Unidade 3001, foi entregue com adesivação especial para as olimpíadas, mas foi retirada para a colocação dos adesivos dos carros femininos.
- A Unidade 3007, teve seu para brisa estilhaçado em Agosto de 2012 por conta de uma pedrada.
- A Unidade 3001, foi usada durante a inauguração da nova Estação Manguinhos.
- Devido a um erro de projeto da série, durante a abertura de portas, caso um usuário apoie as mãos acidentalmente no curso de abertura da porta, o mesmo é mutilado ou gravemente ferido. A SuperVia pede para que os usuários não apoiem as mãos nas portas durante o embarque, devido a esta falha.